# Michael Krammer

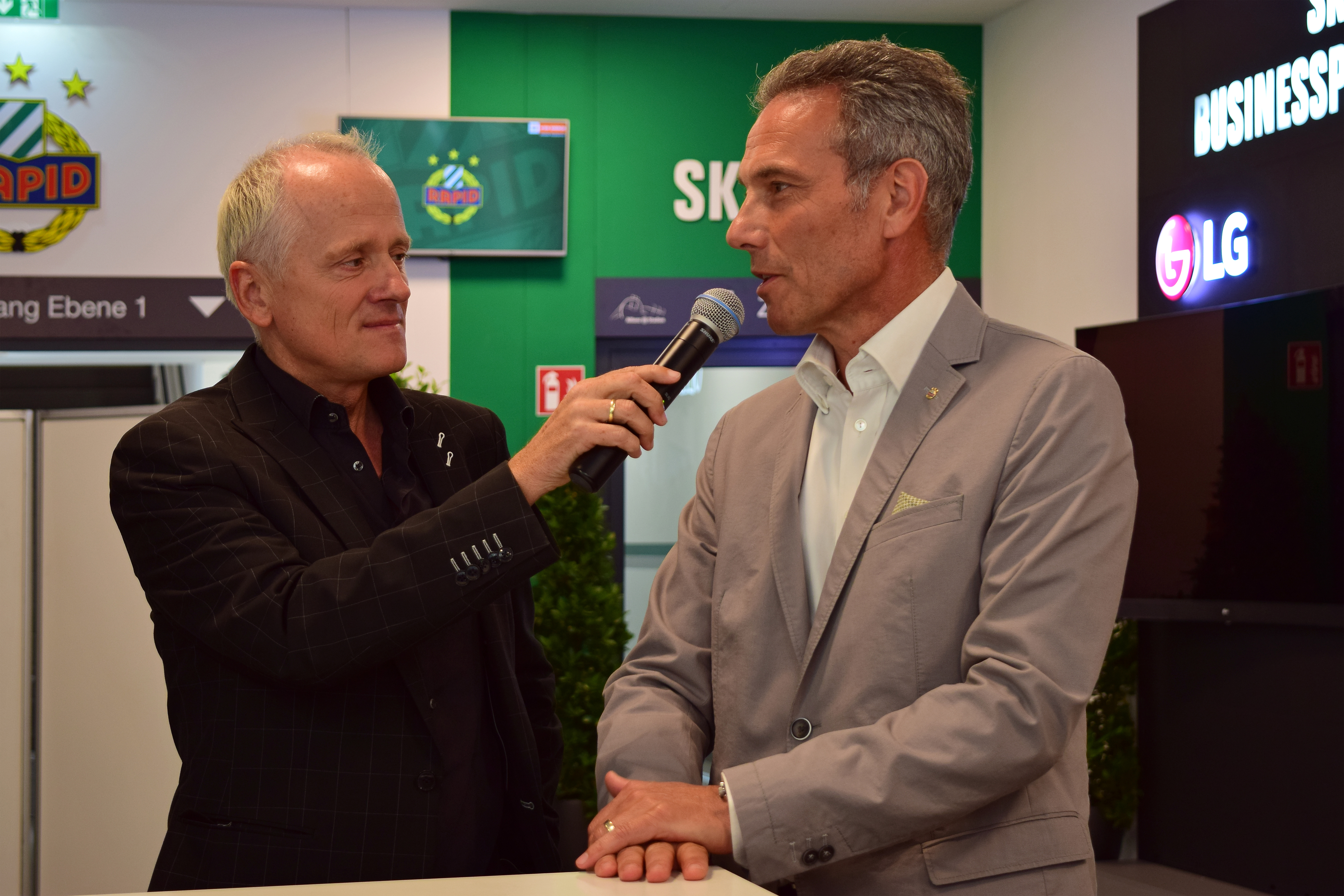
Michael Krammer (rechts) mit Andreas Marek bei der Benennung des Gerhard-Hanappi-Platzes und Eröffnung des Rapideums (2016)

Michael Krammer (* 17. August 1960 in Wien) ist ein österreichischer Manager und Unternehmer (ventocom GmbH). Er war von November 2013 bis November 2019 Präsident des SK Rapid Wien. Zuvor war er von 2007 bis 2012 Geschäftsführer des Mobilfunkanbieters Orange (vormals ONE).

## Leben und Karriere
Zwischen Mai 2006 und Jänner 2007 war er Geschäftsführer des deutschen Mobilfunkbetreibers E-Plus. Zuvor war er im österreichischen Markt aktiv und führte dort nach seiner Tätigkeit als Serviceleiter bei max.mobil. – der heutigen Magenta Telekom – den Mobilfunkanbieter tele.ring zunächst als Marketingchef und später als Geschäftsführer zu einem erfolgreichen Netzbetreiber, der 2006 von der damaligen T-Mobile Austria für 1,3 Milliarden Euro übernommen wurde. Der vorherige Eigentümer Western Wireless International hatte das Unternehmen knapp fünf Jahre zuvor für einen nominellen Kaufpreis von lediglich 10 EUR erworben.
Im Jahr 2013 gründete Krammer das Unternehmen Ventocom, welches anderen Firmen die Möglichkeit bietet MVNOs, also Mobilfunkprovider, unter deren Marke zu starten. Ventocom kümmert sich dabei um die technische Seite, während die Partnerfirmen Verkauf und Werbung übernehmen. Das bisher erfolgreichste Projekt aus einer solchen Partnerschaft ist HoT Hofer Telekom, welches in Kooperation mit der österreichischen Lebensmittelhandelskette Hofer entstand. Mit Oktober 2019 verzeichnet ventocom insgesamt 1 Mio. Kunden, ein Großteil davon wird HoT zugerechnet.
Vor seiner Tätigkeit in der Mobilfunkbranche war Michael Krammer von 1983 bis 1990 Offizier des Österreichischen Bundesheeres und danach bis 1998 beim ÖAMTC tätig.
Er war im Zuge der Nationalratswahl 2013 Obmann des Personenkomitees von ÖVP-Spitzenkandidat Michael Spindelegger.
Ab dem 18. November 2013 war er Vereinspräsident des SK Rapid Wien und trat damit die Nachfolge von Rudolf Edlinger an. Er legte das Amt des Vereinspräsidenten im November 2019 zurück. Zu seinem Nachfolger wurde Martin Bruckner gewählt.
Michael Krammer ist verheiratet und hat drei Kinder.